# Pino del Río
Pino del Río is een gemeente in de Spaanse provincie Palencia in de regio Castilië en León met een oppervlakte van 52,00 km². Pino del Río telt 189 inwoners (1 januari 2016).

## Demografische ontwikkeling
Bron: INE, 1857-2011: volkstellingen
Opm.: In 1857 werd de gemeente Celadilla del Río aangehecht